# 第一航空機粟国空港着陸失敗事故
第一航空機粟国空港着陸失敗事故（だいいちこうくうきあぐにくうこうちゃくりくしっぱいじこ）は、2015年8月28日に発生した航空事故である。那覇空港発粟国空港行きだった第一航空101便（バイキング・エア DHC-6 ツインオッター 400）が、粟国空港への着陸時に滑走路を逸脱し空港外周のフェンスに衝突した。乗員乗客14人中11人が負傷したが死者は出なかった。

## 事故機
事故機のバイキング・エア DHC-6 ツインオッター 400は2014年12月13日に製造された。事故までに218時間を飛行しており、事故の14日前に定期点検を行っていた:9。第一航空の那覇空港と粟国空港を結ぶ路線には2015年8月2日に就航したばかりの機体であった。事故機は、2016年10月に日本籍を抹消した後、製造国であるカナダに輸送し修理された。日本とカナダ両国の耐空証明を取得し、2017年7月に再び日本籍で登録された。

## 乗員乗客
機長は57歳男性で総飛行時間は5,685時間だった。同型機では、196時間飛行しており、飛行教官としての資格も保有していた:7。
副操縦士は62歳男性で、総飛行時間は16,323時間だった。同型機では61時間飛行していた:7。
乗客は12人で、第一航空の社員1人も含まれていた:1。

## 事故の経緯
101便は、那覇空港を8時38分に離陸し、有視界飛行方式で粟国空港へ向かった。副操縦士の機長昇格訓練のため機長が右座席に座り、副操縦士が左座席に着席していた:2。
8時46分にパイロットは着陸前のブリーフィングを終えた。8時48分には空港周辺の雲の状態に関する話がなされた。また降下、進入、着陸に際するチェックリストは実行されていたが、前輪方向制御機構に関する話はされなかった。

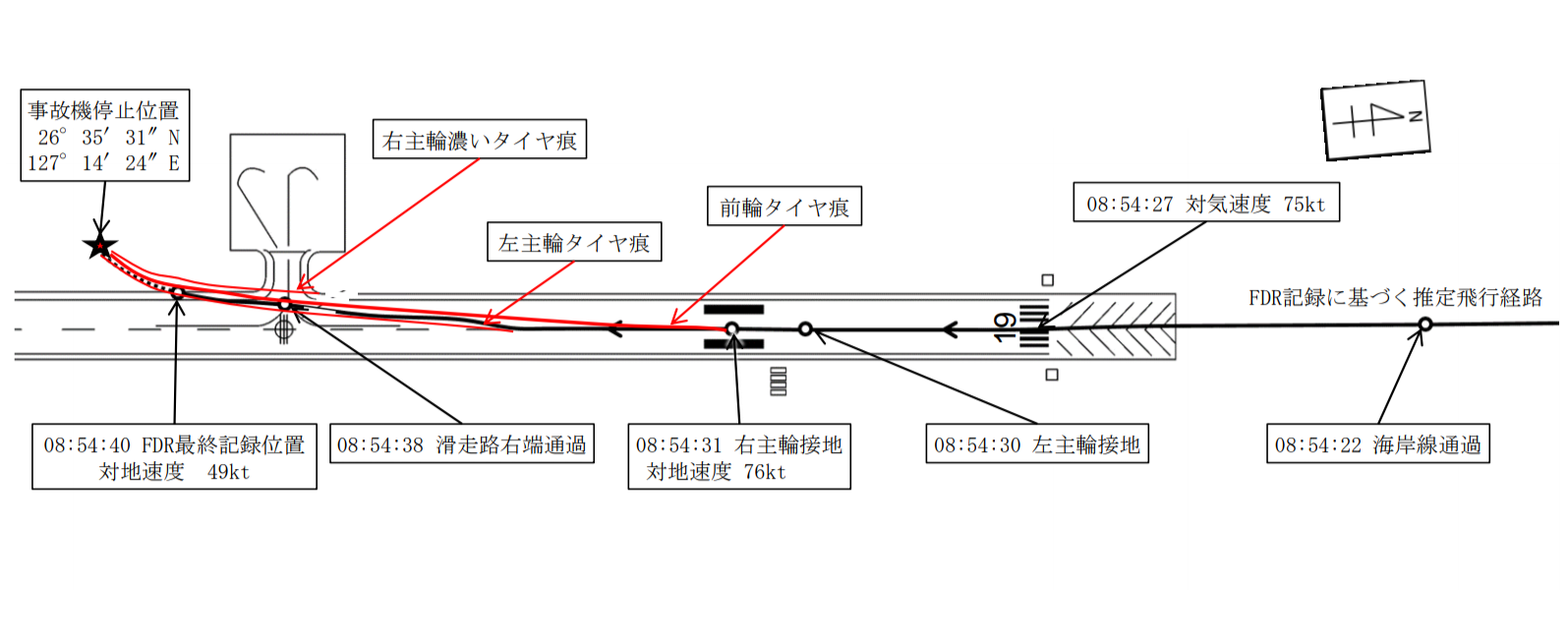
接地後の機体の状況

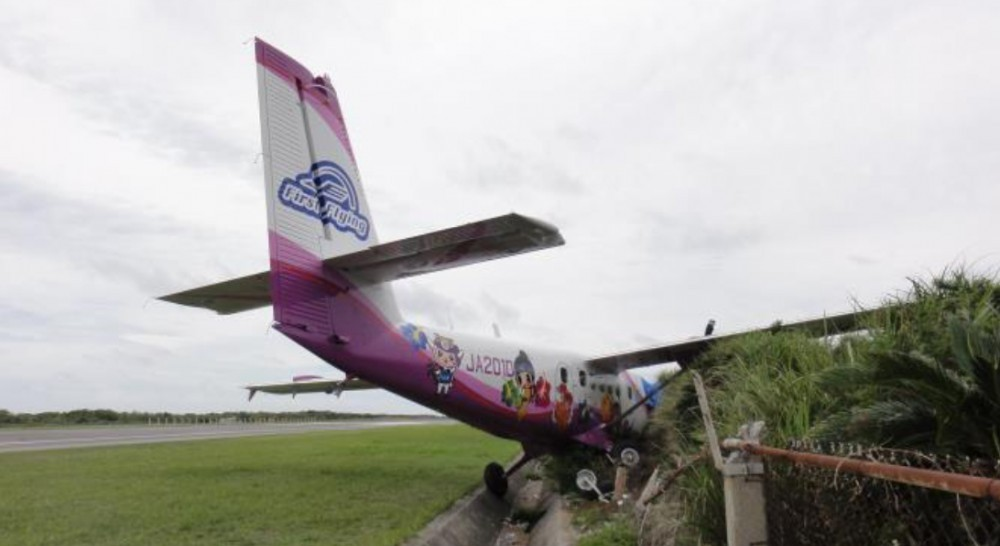
フェンスに衝突し停止した事故機

8時54分に機体は粟国空港の滑走路19の端を75ノット (139 km/h)で通過し、4秒後に接地した。接地後、タイヤが軋むような音がし、以降衝突まで続いた。機長は機体が右に逸れ始めていることを感じ、副操縦士が片側のブレーキを踏んでいると思い、「踏んじゃだめ」と発した。副操縦士は、逆推力装置を作動する余裕もなく、方向舵を使用し機体の制御を試みた。副操縦士は、フットブレーキを使用したが止まりきれず、機体は空港外周のフェンスに衝突した:3-5。
事故により乗員乗客14人全員が病院へ搬送された。

## 事故調査

### 前輪の制御機構
事故機の製造国であるカナダの運輸安全委員会の協力を得て、前輪方向制御機構（NWS）の動作テストを行った。テストの結果、NWSの動作そのものには問題は見られなかったが、コマンドを入力しない状態の際に、緩やかに振れる現象がみられた。これについて製造者は、油圧作動機構の内部の損傷によるものであるとの見解を述べた。しかし、この不具合は離着陸時の方向制御に影響は与えなかったと結論付けた:12-13。
同型機のマニュアルには、離陸時にNWSが正面を向かずセンタリングクラッチが機体側の溝に噛み合わないことがあるため、抵抗を感じるまでコントロールレバーを動かすよう記述があった。しかし、第一航空のマニュアルにはその記載が無く、機長や副操縦士はこのような操作やシステムについて理解していなかった可能性が明らかになった:23-24。
事故機でも、パイロットは目視確認のみをおこなっており、そのためセンタリングクラッチが噛み合っておらず、離陸後にNWSが右側へ偏向したと考えられた。NWSが右側へ偏向している状態で着陸したため、機体は滑走路を逸脱した:24-25。

### パイロットの行動
コックピットボイスレコーダーの記録から、機長と副操縦士はブリーフィングを行っていたが、チェックリストの実行はしていなかった。チェックリストには、前輪が正面に向いているかの確認も含まれていた:21。
副操縦士は異常発生後、方向舵を使い問題を修正しようとした。方向舵とNWSが連動していると副操縦士は考えていたが、実際は連動しておらず、NWSは右に偏向したままだった。また、機長もNWSの偏向を予期しておらず、副操縦士が片側のブレーキを作動させていると勘違いしてしまった。機長は口頭での注意はしたものの、操縦を変わることはしなかった:32。
その他、フラップの操作に関して機長が規定違反を犯していた事が明らかとなった。DHC-6では着陸時にはフラップを37度まで展開する規定となっていたが、事故時には20度の状態で着陸していた。また、フラップの格納は滑走路を出た後に行うよう定められていたが、機長は着陸直後に格納した。これに関して機長は、研修時に着陸直後に格納するよう教わったためだと話した。第一航空の職員はインタビューに対して、同社では規定違反を指摘しづらい風土があったと話した。
その後の調査で、フラップを20度までしか展開していない状態での着陸が繰り返されていたことが発覚した。

### 航空会社による訓練
第一航空では、座学や知識の定着を確認していなかったと考えられた。これにより、副操縦士は航空機のシステムに関する知識が不足していた。また、教官訓練で操縦の交代や不測の事態に対する対処する訓練が適切に行われていなかったため、異常発生後に機長が充分な対処を行えなかった:33。

### 事故原因
運輸安全委員会（JTSB）は事故報告書で、副操縦士がチェックリストを失念し、機長も適切な監視及び指摘を行わなかったため、前輪が右へ偏向した状態で着陸してしまったと述べた。また、副操縦士は座学を修了しておらず、同型機に対する知識が不足した状態で操縦をおこなっていた。そのため、異常発生後に適切な操作を行えなかったと結論付けた:34。

## 事故後
第一航空は不適切な訓練や、訓練記録の改竄などを行ったとして国土交通省から事業改善命令を受けた。
この事故により第一航空は那覇-粟国路線の運休を行った。事故当時、粟国から那覇へ向かう便は1日3往復出ており所要時間は20分程度だった。しかし、事故後には全ての便が運休したため、那覇へ向かうには1日1往復のフェリーを利用するしかなく、所要時間も2時間と日帰りが難しくなってしまった。2016年7月12日、第一航空沖縄事業所のパイロット6人が同社の安全体制に関して疑問を訴え退社していたことが判明した。第一航空は事故後にDHC-6の飛行訓練を行おうとしていたが、複数のパイロットは「原因究明まで飛ばすべきでない」と反対した。これに対して同社は反対したパイロットたちを人事異動させた。異動を命じられたパイロット4人全員が2月に、別の2人が3月に第一航空を辞め、7月末にも1人が退社するため、沖縄線再開に影響が出る可能性が懸念されている。
2016年11月、第一航空は2017年秋の運航再開を目指すと粟国村長に話した。2018年1月15日、第一航空は那覇-粟国線の運航を再開したが、同年4月に補助金が切れたため再び運休を余儀なくされた。4月27日に第一航空が沖縄路線からの撤退を発表し、6月に事業所も閉鎖されたため、粟国空港を発着する旅客便は消滅した。そのため、粟国空港のターミナルは2018年5月にリニューアルされたものの、就航路線は無いままとなっており、村民は早期の飛行再開を求めていた。また、第一航空は新規運航を計画していた石垣空港からの2路線の就航について金銭面の問題により断念しており、事実上沖縄路線から撤退することとなった。
2018年2月23日、那覇警察署は機長と副操縦士を業務上過失傷害などで書類送検した。那覇警察署は、送検は事故調査委員会の事故報告を受けてのものであり、第一航空の送検は行わないと述べている。これを受けて日本乗員組合連絡会議（ALPA Japan）は同年5月、パイロットに対する刑事処分を行わない要請書を那覇地方検察庁に提出した。
2019年5月9日、第一航空は沖縄県に対して損害賠償請求を求める訴えを沖縄地方裁判所に起こした。訴状では、粟国空港での事故後、訓練費用の補助を求めたが断られ、さらに撤退について伝えたところ補助金の額が大幅に減額されたと主張し、約4億5500万円の損害賠償を請求した。賠償請求額の内訳は訓練費、人件費、事務所経費などだった。これに対し県側は、事故による運休期間に生じた経費は補助金の対象外であるとコメントしている。